# Taputimu
Taputimu – wieś w Samoa Amerykańskim; na wyspie Tutuila; 841 mieszkańców (2010).